# Op bezoek bij meneer Green
Op bezoek bij meneer Green (Visiting mr. Green) is een toneelstuk van de Amerikaanse auteur Jeff Baron dat in vele landen is uitgevoerd.

## Verhaallijn
De 86-jarige Joodse weduwnaar meneer Green is bijna aangereden door een auto die bestuurd werd door de jonge - eveneens Joodse - zakenman Ross Gardiner. Gardiner is veroordeeld voor roekeloos rijden, en krijgt de taakstraf meneer Green zes maanden lang wekelijks te bezoeken. Wat begint als een komedie van twee mensen die geen zin hebben samen in één kamer te zijn, ontwikkelt zich tot een hoopvol drama, als familiegeheimen onthuld worden en oude wonden opengereten.

## Geschiedenis
Het stuk ging op 20 juni 1996 in première tijdens het Berkshire Theatre Festival in Stockbridge (Massachusetts), met Eli Wallach in de hoofdrol. Het is in 45 landen opgevoerd en vertaald in 23 talen.
De Nederlandse versie ging in februari 2000 in première in de Koninklijke Schouwburg in Den Haag met John Kraaijkamp sr. en Dirk Zeelenberg als acteurs. In 2015-2016 werd het vertolkt door Bram van der Vlugt en Oren Schrijver.

## Onderscheidingen
- Drama League (New York), genomineerd voor beste toneelstuk
- Greek Theatre Awards, beste toneelstuk
- Molière Awards (Parijs), genomineerd voor beste toneelstuk
- Turkish Theatre Awards, beste toneelstuk
- Israeli Theatre Awards, beste toneelstuk
- Mexico Theatre Awards, beste toneelstuk
- INTHEGA Prize (Duitsland), beste reizende toneelstuk
- ACE (Argentinië), genomineerd voor beste buitenlandse toneelstuk
- Kulturpreis Europa, 2001
- Florencio Prize (Uruguay), beste buitenlandse toneelstuk